# Venâncio da Silva Moura
Venâncio da Silva Moura (Sanza Pombo, 24 de fevereiro de 1942 — Paris, 6 de março de 1999) foi um diplomata angolano.
Serviu como Ministro das Relações Exteriores de Angola de 1992 até uma remodelação governamental em janeiro de 1999, pouco antes da sua morte.

## Biografia
Nasceu na província do Uíge e formou-se em direito em Portugal. Antes da independência de Angola, serviu no corpo diplomático do Movimento Popular de Libertação de Angola (MPLA).
Após a declaração de independência de Angola (1975) iniciou uma carreira diplomática de Estado. Foi embaixador na Itália e vice-ministro das Relações Exteriores. Em 1994, assinou o Protocolo de Lusaca já como Ministro das Relações Exteriores do Estado angolano.
Quando o acordo foi violado e as hostilidades retomadas, já estava gravemente doente. Renunciou em janeiro de 1999 por motivos de saúde.